# Eric Bicfalvi
Eric Cosmin Bicfalvi (n. 5 februarie 1988, Carei, Satu Mare, România) este un fotbalist român, care joacă pe post de mijlocaș la Oțelul în SuperLiga României. Pe plan internațional, are prezențe la națională pentru România Sub-19, România Sub-21 și România.

## Cariera
A debutat în Liga I în 27 august 2006 la Jiul Petroșani în meciul cu Poli Iași, rezultat 3-1. Bicfalvi a venit la Steaua București în vara anului 2007 de la Jiul Petroșani, el fiind component al echipei naționale de tineret. În vara anului 2012 a semnat un contract pe 3 ani cu echipa ucraineană Volîn Luțk. În 2016 a jucat câteva luni și la FC Dinamo București.

## Palmares
Steaua București
- Cupa României (1): 2010-2011[4]

Ural Ekaterinburg
- Cupa Rusiei: Finalist 2016–17